# Dux Armeniae
Il Dux Armeniae era il comandante di truppe limitanee di un settore del limes romano orientale, nella diocesi pontica dai tempi di Costantino I. Suo diretto superiore era al tempo della Notitia dignitatum (nel 400 circa), il magister militum praesentalis II.

## Elenco unità
Era a capo di ben 2 unità o distaccamenti di unità, come risulta dalla Notitia Dignitatum (Orien. XXXVIII):
- Equites sagittarii, a Sabbu e  Domana;
- Legio XV Apollinaris, Satala; legio XII Fulminata, Melitena; legio I Pontica, Trapezunta;
- Ala Rizena, Aladaleariza; Ala Theodosiana, presso Auaxam; Ala felix Theodosiana, Siluanis; Ala prima Augusta Colonorum, Chiaca; Ala Auriana, Dascusa; Ala prima Ulpia Dacorum, Suissa; Ala secunda Gallorum, Aeliana; Ala castello Tablariensi; Ala prima praetoria;
- Cohors tertia Ulpia miliaria Petraeorum, Metita; Cohors quarta Raetorum, Analiba; Cohors miliaria Bosporiana, Arauraca; Cohors miliaria Germanorum, Sisila; Ala prima Iovia felix, Chaszanenica; Ala prima felix Theodosiana, Pithiae; Cohors prima Theodosiana, Valentia; Cohors Apuleia civium Romanorum, Ysiporto; Cohors prima Lepidiana, Caene - Parembole; Cohors prima Claudia equitata, Sebastopolis; Cohors secunda Valentiana, Ziganne.

### Fonti primarie
- Notitia Dignitatum, Orien. XXXVIII.

### Fonti storiografiche moderne
- J.Rodríguez González, Historia de las legiones Romanas, Madrid, 2003.
- A.K.Goldsworthy, Storia completa dellesercito romano, Modena 2007. ISBN 978-88-7940-306-1
- Y.Le Bohec, Armi e guerrieri di Roma antica. Da Diocleziano alla caduta dell'impero, Roma 2008. ISBN 978-88-430-4677-5